# Helene Madison
Helene Eleanor Madison (Madison, Wisconsin, 19. lipnja 1913. – Seattle, Washington, 27. studenog 1970.) bila je američka plivačica. Trostruka je olimpijska pobjednica u plivanju, a 1966. godine primljena je u Kuću slavnih vodenih sportova.